# 8e cérémonie des Critics' Choice Movie Awards
La 8e cérémonie des Critics' Choice Movie Awards, décernés par la Broadcast Film Critics Association, a eu lieu le 17 janvier 2003, et a récompensé les films sortis en 2002.

## Palmarès

### Meilleur film
- Chicago 
  - Monsieur Schmidt
  - Adaptation
  - Arrête-moi si tu peux
  - Loin du paradis
  - Gangs of New York
  - The Hours
  - Le Seigneur des anneaux : Les Deux Tours
  - Le Pianiste
  - Les Sentiers de la perdition

### Meilleur acteur
- Daniel Day-Lewis pour le rôle de Bill le Boucher  dans Gangs of New York
- Jack Nicholson pour le rôle de Warren Schmidt dans Monsieur Schmidt 
  - Robin Williams pour le rôle de Sy Parrish dans Photo obsession (One Hour Photo)

### Meilleure actrice
- Julianne Moore pour le rôle de Cathy Whitaker dans Loin du paradis 
  - Salma Hayek pour le rôle de Frida Kahlo dans Frida
  - Nicole Kidman pour le rôle de Virginia Woolf dans The Hours

### Meilleur acteur dans un second rôle
- Chris Cooper pour le rôle de John Laroche dans Adaptation. 
  - Alfred Molina pour le rôle de Diego Rivera dans Frida
  - Paul Newman pour le rôle de John Rooney dans Les Sentiers de la perdition

### Meilleure actrice dans un second rôle
- Catherine Zeta-Jones pour le rôle de Velma Kelly dans Chicago 
  - Kathy Bates pour le rôle de Roberta Hertzel dans Monsieur Schmidt
  - Meryl Streep pour le rôle de Susan Orlean dans Adaptation.

### Meilleur jeune acteur/actrice
- Kieran Culkin pour le rôle de  dans Igby 
  - Tyler Hoechlin pour le rôle de David dans Les Sentiers de la perdition
  - Nicholas Hoult pour le rôle de Marcus dans Pour un garçon

### Meilleure distribution
- Chicago
  - The Hours
  - Mariage à la grecque

### Meilleur réalisateur
- Steven Spielberg - Arrête-moi si tu peux
  - Roman Polanski - Le Pianiste
  - Martin Scorsese - Gangs of New York

### Meilleur scénariste
- Charlie Kaufman - Adaptation et Confessions d'un homme dangereux
  - Alexander Payne et Jim Taylor - Monsieur Schmidt
  - Nia Vardalos - Mariage à la grecque

### Meilleur film étranger
- Y tu mamá también •  Mexique
  - Le Mariage des moussons •  Inde
  - Parle avec elle (Hable con ella)•  Espagne

### Meilleur film de famille
- Harry Potter et la Chambre des secrets

### Meilleur film d'animation
- Le Voyage de Chihiro
  - L'Âge de glace
  - Lilo & Stitch

### Meilleur téléfilm
- Door To Door

### Meilleur documentaire
- Bowling for Columbine

### Meilleure musique de film
- "Lose Yourself", Eminem - 8 Mile
  - "Father and Daughter", Paul Simon - La Famille Delajungle, le film

### Meilleure chanson originale
- Spider-Man – "Hero" interprétée par Chad Kroeger (Nickelback)

### Meilleur compositeur
- John Williams pour la composition de la bande originale de Arrête-moi si tu peux et de Minority Report

### Meilleure performance digitale
- Andy Serkis - Le Seigneur des anneaux : Les Deux Tours pour Gollum

### Freedom Award
(Prix de la Liberté)
- Antwone Fisher - Denzel Washington

## Récompenses et nominations multiples

### Nominations multiples
Films
4 : Monsieur Schmidt, Adaptation
3 : Chicago, Gangs of New York, The Hours, Les Sentiers de la perdition, Arrête-moi si tu peux
2 : Loin du paradis, Le Seigneur des anneaux : Les Deux Tours, Le Pianiste, Frida

### Récompenses multiples
Films
3/3 : Chicago
2/4 : Adaptation